# Jeļena Blaževiča
Jeļena Blaževiča (* 11. Mai 1970 in Riga) ist eine ehemalige lettische Weit- und Dreispringerin. Ihre Tochter Kristīne Blaževiča ist ebenfalls als Leichtathletin aktiv.

## Leben und Wirken
Bei den Weltmeisterschaften wurde sie im Dreisprung 1993 in Stuttgart Zehnte und 1995 in Göteborg Neunte. Bei den Olympischen Spielen 1996 in Atlanta wurde sie in derselben Disziplin Achte.
1997 schied sie bei den Weltmeisterschaften in Athen im Weitsprung in der Qualifikation aus und wurde Siebte im Dreisprung.
Von 1993 bis 1998 wurde sie sechsmal in Folge lettische Meisterin im Dreisprung, 1993 und 1994 zudem Meisterin im Weitsprung. In der Halle holte sie nationale Titel 1994 im Weitsprung und 1994 sowie 1996 im Dreisprung.

## Persönliche Bestleistungen
- Weitsprung: 6,62 m, 4. Juli 1997, Valmiera
- Dreisprung: 14,55 m, 8. Juni 1996, Riga (ehemaliger lettischer Rekord)
  - Halle: 13,93 m, 21. Februar 1998, Malmö (ehemaliger lettischer Rekord)